# 小柄

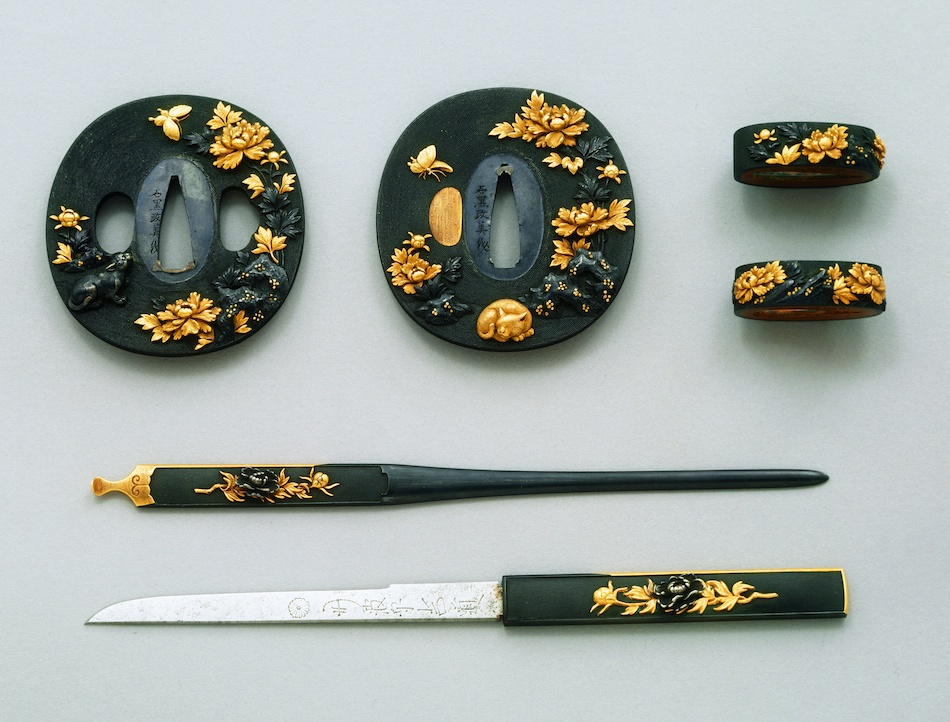
黒蝋色塗鞘大小拵［鐔（左上）、縁頭（右上）、目貫］銘　石黒政美作、18世紀か19世紀
［小柄（下）、笄（中）］銘　柳川直政作、18世紀、江戸時代、東京富士美術館

小柄（こづか）とは、日本刀に付属する小刀の柄である。また、小刀そのものを指して言うこともあり、打刀などの鞘の内側の溝に装着する。
小刀全体を小柄と呼称する場合と区別する意味で、柄の部分を「袋」、刀身の部分を「穗」と呼称することがある。
刀の鍔には、刀身が通る中央部の穴の左右に、小柄と笄を刀を抜かずに出し入れするための穴が開いていることが多い。
通常、本来の用途では、木を削ったりするが、緊急時には、武器として投げ打って、逃げたり仕掛けたりする。刀剣の装飾が発達するにつれて小柄にも精密な細工が施されるようになり、現在では同じく日本刀の鞘に装着する笄と共に芸術的価値が高まった。
小柄・笄・目貫をあわせて「三所物（みところもの）」と呼び、同じ意匠にしたり共通の主題にしたりすることがある。

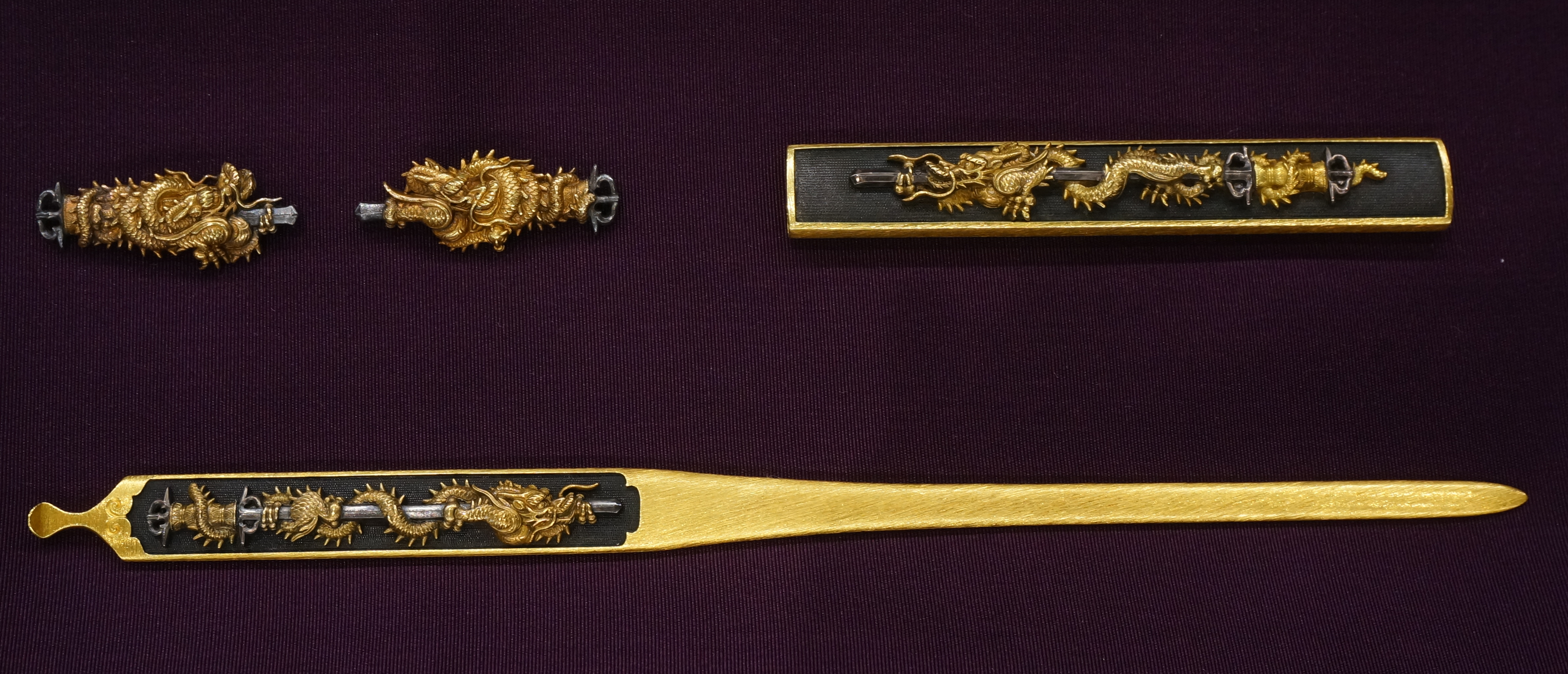
後藤顕乗作の倶利伽羅龍図三所物で小柄（右上）と目貫（左上）と笄（下）。 江戸時代前期、特別重要刀装具。
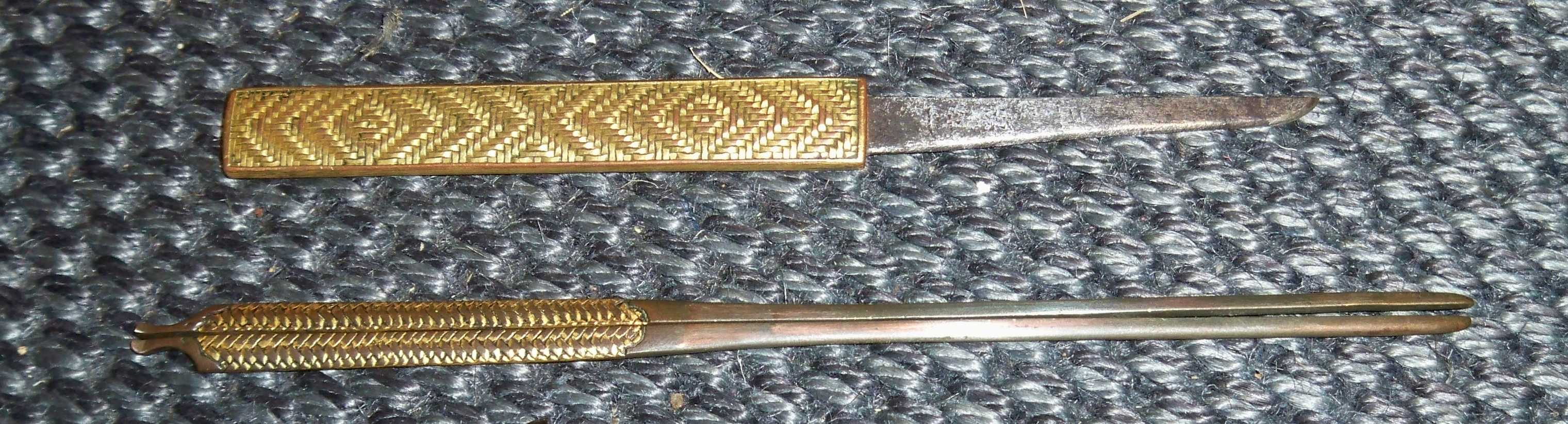
小刀を装着した小柄（上）と笄（下）。
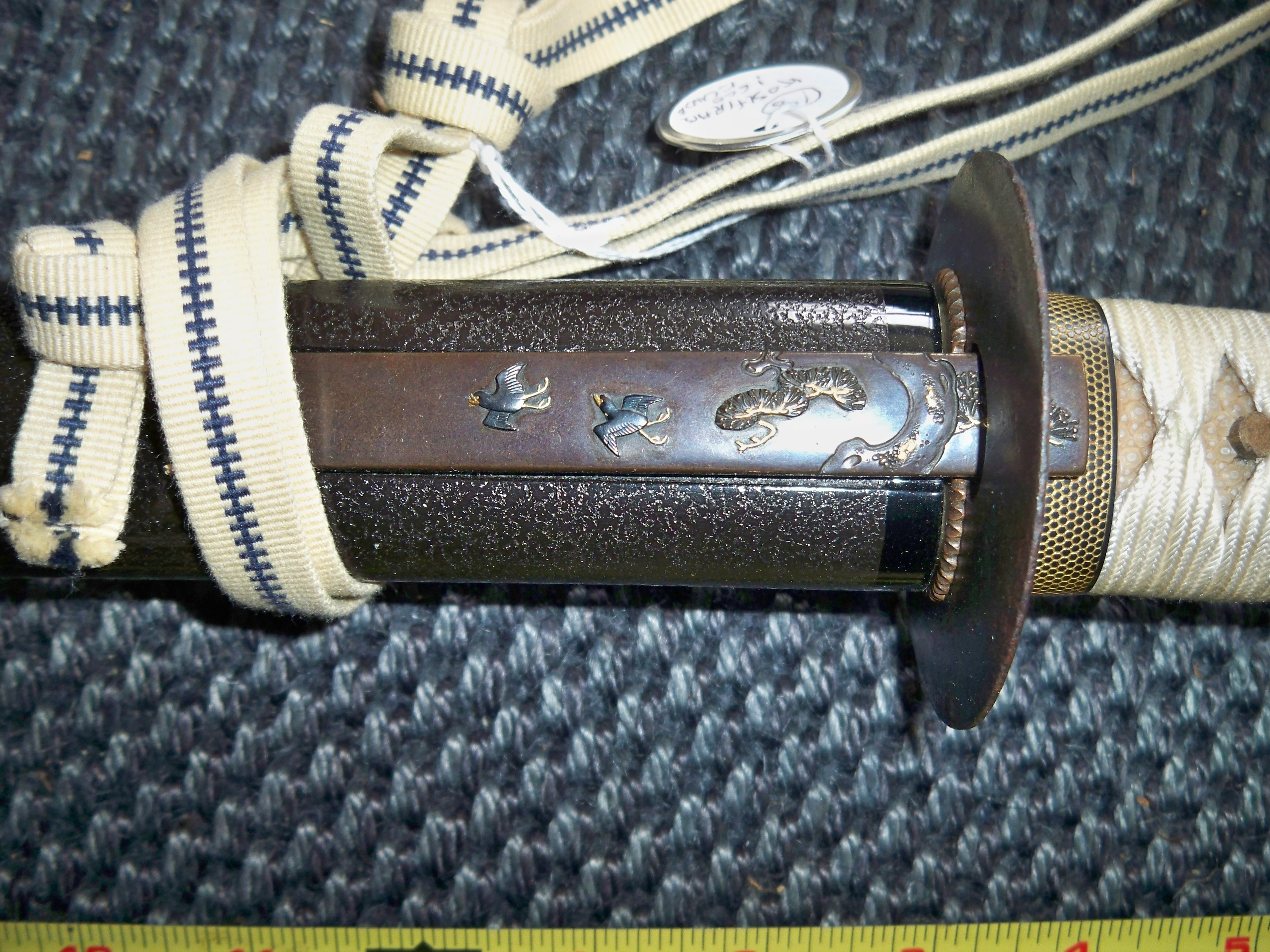
刀の鞘に収めた小柄。

## 備考
手裏剣術は棒状手裏剣で直打法（一回転させず投げる法）によって投げた場合でも9mほどが有効距離であり、改良をほどこした根岸流でも13m以上先に届くのがやっととされる。従って、小柄を手裏剣代わりに投げたとしても10m先に届かないものと考えられる。